# Timpul de dimineață
Timpul de dimineață (dal romeno: Tempo di mattina), o anche semplicemente detto Timpul, è un quotidiano in lingua romena della Moldavia. È uno dei più importanti giornali moldavi, essendo l'unico quotidiano distribuito in tutto il territorio moldavo (inclusa la Transnistria).

## Storia
Fondato il 14 settembre 2001 dal giornalista Constantin Tănase come Timpul info-magazin, fu inizialmente pubblicato con frequenza settimanale e concepito come magazine.
Nel luglio 2004 sospende temporaneamente la propria attività a causa di una controversia legale con il governo della Moldavia. Poco dopo riprende le proprie attività sotto la denominazione di Timpul de dimineață, redatto dallo stesso collettivo di giornalisti e dallo stesso fondatore, mentre Sorina Ștefârță è stata nominata caporedattore. Da questo momento il giornale viene pubblicato due volte a settimana.
Da ottobre 2005 il giornale è diventato un quotidiano nazionale indipendente e viene pubblicato cinque volte a settimana.